# Calyptranthes paxillata
Calyptranthes paxillata är en myrtenväxtart som beskrevs av Mcvaugh. Calyptranthes paxillata ingår i släktet Calyptranthes och familjen myrtenväxter. Inga underarter finns listade i Catalogue of Life.